# Guardian Angel (musicista)
Alberto Coerezza, noto anche con lo pseudonimo di Avenir o Guardian Angel (30 agosto 1973), è un musicista italiano.

## Biografia
Alberto Coerezza è nato il 30 Agosto 1973 in italia ed è oggi un polistrumentista molto noto nell'ambito del metal underground italiano.
Il suo pseudonimo Guardian Angel è tratto da un nome scolpito su una lapide nel dipinto di copertina di Warlord's Deliver Us EP.
Dagli anni '90 ad oggi ha militato in alcune delle più conosciute band metal del varesotto, tra cui Doomsword, Agarthi, Fiurach e Warhammer.
Nel 2017 è entrato come chitarrista nei Madhour, band nata nel 2009 e molto attiva nel nord Italia.
Nel 2018 è entrato a far parte dei Tethra, band Melancholic Doom Death Metal nata nel 2008, come chitarrista e ha suonato con loro varie date dal vivo. Sono attualmente impegnati nella composizione di un nuovo disco.

## Discografia
Agarthi
- 1996 - Beginning (Demo) - chitarra
- 1997 - At the Burning Horizon (EP) - chitarra

 Cauda Draconis 
- 1997 - Cauda Draconis - chitarra, voce, batteria

Doomsword
- 1997 - Sacred Metal (Demo) - chitarra, batteria, tastiere
- 1999 - Doomsword - chitarra, batteria

Fiurach
- 1999 - Chaospawner - chitarra

Yara-Ma-Yha-Who
- 2004 - Yara-Ma-Yha-Who
- 2010 - Aseybah

 Madhour 
- 2019 - Hell Hotel

Tethra
- 2020 - Empire of the void